# Office du commerce de Tunisie
L'Office du commerce de Tunisie (OCT) est une entreprise publique tunisienne fondée en 1962 et spécialisée dans l'importation de produits alimentaires de grande consommation pour la Tunisie.

## Mission
Rattaché au ministère du Commerce et du Développement des exportations, l'Office du commerce de Tunisie est un établissement public à caractère industriel et commercial.
L'office a pour mission de réaliser toutes les opérations commerciales pour le compte de l'État tunisien afin de réguler l'offre et la demande et à sécuriser le système productif. Ainsi elle a notamment pour mission d'approvisionner le marché tunisien en produits de base de première nécessité, notamment ceux à prix fluctuants comme le sucre, le café, le thé ou encore le riz.
L'OCT doit aussi contrôler la qualité à l'exportation des produits agricoles frais et transformés.

## Historique
L'office est créé en 1962 par Othman Kechrid qui dirige l'office pendant quatre ans, jusqu'en 1966. 
En 2021, l'office doit faire face à une polémique et démentir les propos du président de la commission parlementaire de l'agriculture, de la sécurité alimentaire, Moez Belhaj Rhouma, qui dénonce l'existence, dans les entrepôts de l'OCT, d'une grande quantité de riz importé qui serait impropre à la consommation et cancérigène,.

## Direction
- 1962-1966 : Othman Kechrid (président-fondateur)
- 2012-2017 : Slah Laouati[8]
- 2017-2020 : Raouf Sfar[9]
- depuis 2020 : Elyess Ben Amor[10]